# Wapen van Hollands Kroon (waterschap)

Het wapen van Hollands Kroon

Het wapen van Hollands Kroon werd op 26 oktober per Koninklijk Besluit door de Hoge Raad van Adel aan het waterschap Hollands Kroon toegekend. Het waterschap is ontstaan na een fusie tussen de waterschappen Texel, Aangedijkte Landen en Wieringen en Wieringermeer. De leeuwen in het wapen zijn afkomstig van het wapen van het waterschap Texel. In 2003 fuseerde Hollands Kroon met andere waterschappen tot het Hoogheemraadschap Hollands Noorderkwartier, waardoor het wapen sindsdien niet meer in gebruik is.
Voor dit wapen zijn de wapens van het waterschap Texel en dat van Aangedijkte Landen en Wieringen samengevoegd.  

## Blazoenering
De blazoenering van het wapen van Hollands Kroon luidde als volgt:
In goud twee toegewende leeuwen van keel, getongd en genageld van azuur, houdende met beide voorklauwen een slikhaak van sabel en staande op een schildvoet, golvend doorsneden in drieën, sinopel, zilver en azuur. Het schild gedekt met een gouden kroon van vijf bladeren en ter rechter zijde gehouden door een aanziende leeuw van keel, getongd en genageld van azuur.
Het wapen is van goud met daarin twee naar elkaar kijkende rode leeuwen. De leeuwen hebben blauwe nagels en tongen en houden een zwarte slikhaak vast. Zij staan op een schildvoet die bestaat uit drie dwarsbalken in de kleuren groen, zilver en blauw. Het schild is gedekt door een kroon en wordt aan de rechter zijde (voor de kijker links) ondersteund door een Hollandse Leeuw die als schildhouder fungeert. De schildhouder is aanziend, dus hij kijkt naar de toeschouwer.

## Vergelijkbare wapens

Het wapen van Texel
Het wapen van het waterschap Texel
Het wapen van De Aangedijkte Landen en Wieringen
Het wapen van de Anna Paulownapolder, voorganger van de Aangedijkte Landen en Wieringen